# Ophélie Ah-Kouen
Ophélie Ah-Kouen est une surfeuse française née le 11 octobre 1993 à La Réunion. 

## Biographie
Spécialiste du longboard, elle a été vice-championne d'Europe de sa discipline en 2010.
Elle  fait ensuite des études en kinésithérapie.
En 2019, elle est au 1er tour femmes du Taïwan Open WLC.